# Michał Sitarski (muzyk)
Michał Sitarski (ur. 1 marca 1972) – polski muzyk, gitarzysta.
Podczas pobytu w Stanach Zjednoczonych założył grupę Beyond the Mirror. Po powrocie do Polski we wrześniu 2001 rozpoczął współpracę z zespołem Lady Pank, którego jest stałym sidemanem. Początkowo pełnił funkcję członka ekipy technicznej, a w wolnym czasie pisał teksty i koncertował z grupą Hetman, z którą nagrał album pt. Wszyscy zaczynamy od zera, zawierający trzy jego kompozycje. Ostatecznie zajął (nieoficjalnie) w zespole Lady Pank miejsce Andrzeja Łabędzkiego. W 2008 dodatkowo grał w zespole Freedom, z którym występował w rock operze Krzyżacy.

## Dyskografia
| Album                                                            | Rok  | Uwagi | Źródło |
| ---------------------------------------------------------------- | ---- | --- | ------ |
| Delator – Manipulacja                                            | 1991 | solo gitarowe w utworze „Manipulacja”                                                                                           | [ 5 ]  |
| Beyond The Mirror – Beyond The Mirror                            | 1996 | jako członek zespołu, kompozytor                                                                                                | [ 6 ]  |
| Hetman – Wszyscy zaczynamy od zera                               | 2001 | jako członek zespołu, kompozytor utworów „Moda na sukces”, „Pomóż mi”, „Przychodzisz do mnie w snach”                           | [ 7 ]  |
| Lady Pank – Teraz                                                | 2004 | gościnie gitara, chórki w utworze „Sexy-plexi”                                                                                  | [ 8 ]  |
| Hetman – Hetman i goście                                         | 2008 | gitara solowa w utworach 2,3,4,7, instrumenty klawiszowe, komputerowe opracowanie perkusji oraz nagranie, mix i mastering płyty | [ 9 ]  |
| Krzyżacy – rock opera na podstawie powieści Henryka Sienkiewicza | 2011 | gitara elektryczna | [ 10 ] |
| Lady Pank – Symfonicznie                                         | 2012 | stały sideman, gitary, chórki                                                                                                   | [ 11 ] |
| Lady Pank – Akustycznie                                          | 2015 | stały sideman, gitary, chórki                                                                                                   | [ 12 ] |
| Lady Pank – MTV Unplugged                                        | 2022 | gitara akustyczna, chórki | [ 13 ] |